# Neobyknovennoe putešestvie Miški Strekačёva
Neobyknovennoe putešestvie Miški Strekačёva (Необыкновенное путешествие Мишки Стрекачёва) è un film del 1959 diretto da Il'ja Abramovič Frėz e Ėduard Bočarov.